# 九龙江北溪引水工程
九龙江北溪引水工程位于中华人民共和国福建省南部九龙江下游的引水工程，是为解决厦门市及龙海市淡水缺乏而兴建的水利设施。

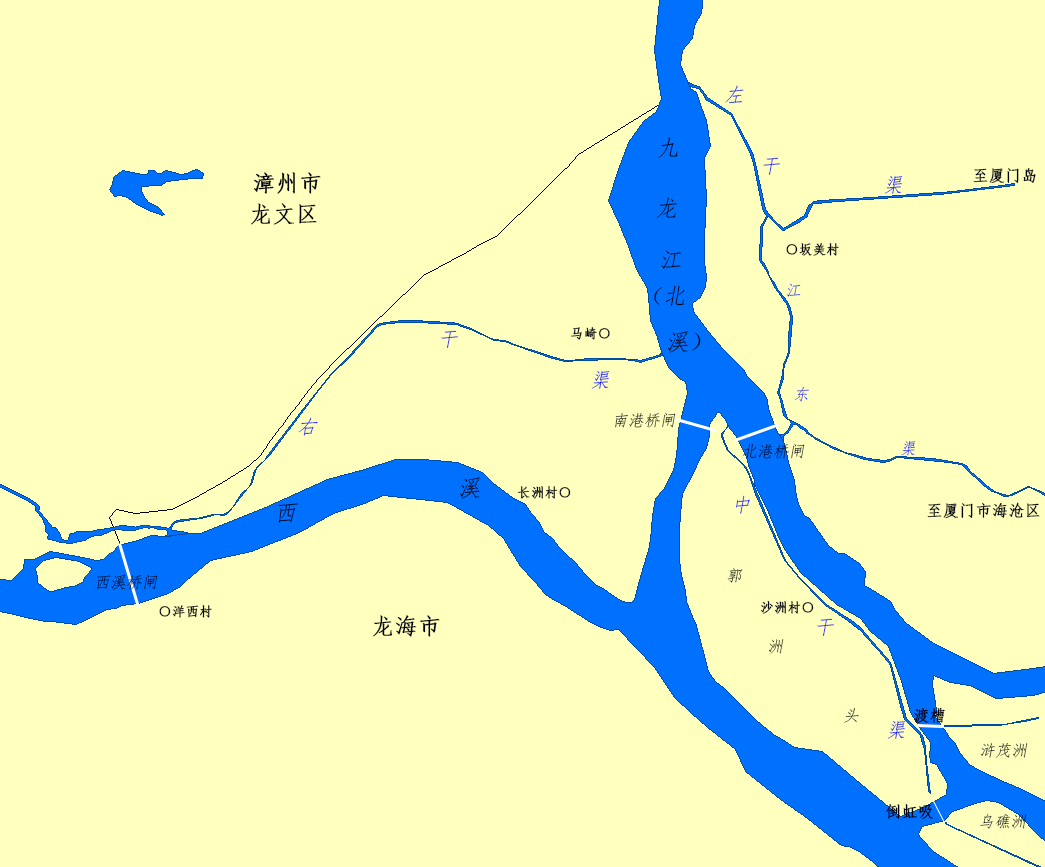
九龙江北溪饮水工程示意图

## 背景
龙海市和厦门市位于九龙江口两岸。龙海市境内溪流短促，径流小。九龙江出海河道受潮汐影响，咸潮顶托上溯，影响河口两岸工农业生产用水。厦门岛内无河流，周边地区河流短小，可用地下水量少，是福建水资源相对贫乏的地区。
历史上该地区就修建众多小型引水工程，但因水位受潮汐影响很大，工程小且分散，抗旱能力低，未从根本上解决这一地区的缺水问题。
1956年在龙海市角美镇地区建成了靠潮水顶淡、引水蓄在港道的江东引水工程。1967年又在引水口上游（即现在左干渠进水口）增建电灌站，旱时补充供水。北溪引水工程即是在此基础山进行扩建、新建而成。

## 建设
引水工程左干渠厦门境内段于1972年5月首先动工，1975年12月北港桥闸和中、右干渠陆续兴建。1980年5月1日举行通水典礼。

## 工程规模
整个引水工程由郭洲头南、北港两座桥闸和左、中、右三条引水干渠组成。
左干渠起自龙海市角美镇江东社区江东桥左侧原江东渠渠口进水，向南流约1.2千米至坂美村西北324国道新江东大桥处分为2支渠：一支经江东旧渠继续向南，至厦门市海沧区，引水流量6立方米每秒，主要用于灌溉农田；另一支向东经角美镇、厦门市海沧区东孚街道、集美区灌口镇、杏林街道、集美街道等地，经提水跨高集海堤进厦门岛，最后抵达厦门连坂水厂，全长51千米，引水流量16立方米每秒。
中干渠自龙海市郭洲头北港桥闸右侧进水，沿郭洲头东侧至角美镇沙洲村东南，跨中港进入紫泥镇浒茂洲和乌礁洲两岛的渠道，全长25千米，引水流量8立方米每秒，主要用于灌溉两地农田2500公顷。
右干渠起自龙海市榜山镇长州村马崎自然村东南，南港桥闸右侧上游约1千米处的马崎取水泵站，向西至漳州市龙文区蓝田街道蔡坂村以南西溪桥闸上游，全长5千米，引水流量10立方米每秒，除灌溉沿岸农田外，主要为旱时向西溪引水系统补充供水。